# Onychipodia
Onychipodia is een geslacht van vlinders van de familie spinneruilen (Erebidae), uit de onderfamilie Arctiinae.

## Soorten
- O. flavithorax Rothschild, 1912
- O. nigricostata (Butler, 1894)
- O. straminea Hampson, 1914
- O. strammea Hampson, 1914